# Fosston (Saskatchewan)
Fosston es un pueblo canadiense situado en la provincia de Saskatchewan.

## Superficie
Fosston tiene una superficie de 0,54 km².

## Demografía
En 2021, tenía 40 habitantes, una densidad poblacional de 74,7 hab./km², y 29 viviendas.